# Rendawa Shönnu Lodrö
| Tibetische Bezeichnung                                   |
| -------------------------------------------------------- |
| Tibetische Schrift: རེད་མདའ་བ་གཞོན་ནུ་བློ་གྲོས།                 |
| Wylie-Transliteration: red mda' ba gzhon nu blo gros     |
| Chinesische Bezeichnung                                  |
| Vereinfacht: Rendawa Xunnu Luozhui; Rendawa Xunnu Luozhe |
| Pinyin:仁达瓦•循努洛追; 仁达哇•循努洛哲; 仁达瓦薰奴洛追  |

Rendawa Shönnu Lodrö (tibetisch རེད་མདའ་བ་གཞོན་ནུ་བློ་གྲོས། Wylie red mda' ba gzhon nu blo gros; geb. 1349; gest. 1412) war ein bedeutender Autor und Lama der Sakya-Schule des tibetischen Buddhismus sowie Lehrer des Gründers des  Gelug-Ordens Tsongkhapa, des Gyeltshab Dharma Rinchen und des Khedrub Geleg Pelsang. Rendawa Shönnu Lodrö hat entscheidend zum Verständnis von Chandrakirtis Auslegung der philosophischen Sichtweisen Nagarjunas und zur Verbreitung der Madhyamaka-Philosophie im Buddhismus in Tibet beigetragen.